# Thalatha ekeikei
Thalatha ekeikei là một loài bướm đêm trong họ Noctuidae.